# Polypogon viridis
Espèce
Classification APG III (2009)
Statut de conservation UICN

 LC  : Préoccupation mineure
Polypogon viridis est une espèce de plantes de la famille des Poacées (autrefois appelées Graminées).

## Synonyme
Basionyme : Agrostis viridis Gouan